# Bunt Island
Bunt Island ist eine Insel vor der Küste des ostantarktischen Enderbylands. Sie liegt unmittelbar östlich von Bow Island am Kopfende der Amundsenbucht.
Teilnehmer einer luftunterstützten Mannschaft der Australian National Antarctic Research Expeditions sichteten die Insel im Jahr 1956. Das Antarctic Names Committee of Australia (ANCA) benannte sie am 24. November 1961 nach John Stewart Bunt (* 1927), Biologe auf der Mawson-Station im Jahr 1956.